# Faxonella creaseri
Faxonella creaseri är en kräftdjursart som beskrevs av Walls 1968. Faxonella creaseri ingår i släktet Faxonella och familjen Cambaridae. IUCN kategoriserar arten globalt som nära hotad. Inga underarter finns listade i Catalogue of Life.